# Кошалин
Кошалин (пољ. Koszalin) је град у Пољској у Војводству Западно Поморје у Повјату кошалињском. Према попису становништва из 2011. у граду је живело 109.248 становника.

## Становништво
Према прелиминарним подацима са пописа, у граду је 2011. живело 109.248 становника.
| 2002.   | 2011.   | 2012.   |
| ------- | ------- | ------- |
| 108.709 | 109.248 | 109.343 |

## Партнерски градови
- Нојбранденбург
- Tempelhof-Schöneberg
- Бурж
- Фуџоу
- Gladsaxe Municipality
- Кристијанстад
- Лида
- Нојминстер
- Roermond
- Швет
- Сејнејоки
- Албано Лацијале
- Kristianstad Municipality
- Ивано-Франкивск